# Françoise Leclerc
Francoise Leclerc, död i december 1739, var en fransk modehandlare och sömmerska. Hon var den ledande i sitt yrke i Paris under 1720- och 30-talen. 
Leclerc hade cirka 1721 blivit Paris kanske främsta sömmerska, med kunder i den högsta adeln. Hon fick 27 december 1725 en Warrant som officiell sömmerska hos drottning Marie Leszczyńska, med titeln "Drottningens klänningsmakare", ett anmärkningsvärt och ovanligt privilegium som ytterligare stärkte hennes ställning och gjorde henne populär bland adliga kvinnor. 
Bland hennes kunder fanns, förutom drottningen, grevinnan de Mailly, prinsessan Louise de Rohan de Guemene, markisinnan Françoise Paparel de la Fare, prinsessan de Montauban och grevinnan d'Auvrey och grevinnan Marie-Jeanne Phélypeaux de La Vrillière de Maurepas. 
Hennes dokument är bevarade för 1721-39 och ger en värdefull inblick i hennes dåtida yrkesgrupps system med kreditkonton där kunderna  gjorde inbetalningar, och som var desamma hos Madame Eloffe senare samma sekel. 
Efter 1739 avlöstes hon som Paris' ledande modedesigner av Marie Madeleine Duchapt. 